# Brateiu
Brateiu là một xã thuộc hạt Sibiu, România. Dân số thời điểm năm 2002 là 3193 người.